# Roca oltu
La roca Oltu (en turco: Oltu taşı) es un tipo de azabache que se encuentra en la región que rodea al pueblo de Oltu en la provincia turca de Erzurum. La sustancia orgánica se utiliza como gema semipreciosa para joyería. 

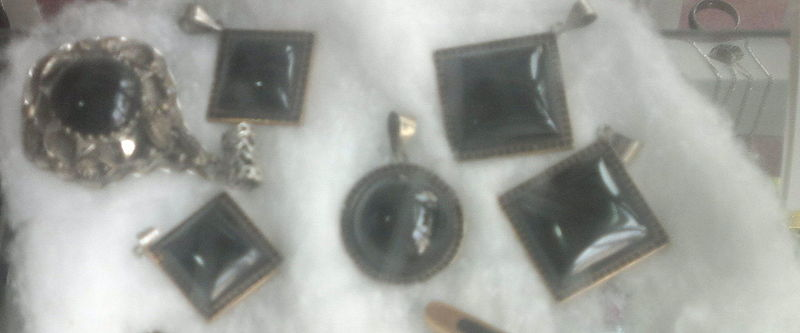
Collar de Oltu

## Ubicación y extracción
La piedra, también llamada «piedra de Erzurum» se extrae principalmente en las aldeas al noreste de Oltu, alrededor de Tutlu Dağı (Yasak Dağ), así como en los pueblos de Alatarla, Hankaskışla y Çataksu. La región, montañosa y accidentada, presenta pendientes pronunciadas y una altura de 1 600 a 1 800 metros.
Los lechos de piedra de Oltu se formaron cuando los árboles fosilizados quedaron expuestos al diastrofismo y plegamiento resultante. Las vetas tienen 70 a 80 cm de espesor. La extracción se realiza excavando túneles estrechos y pozos bajo tierra. Hay alrededor de 600 canteras en la región.

## Propiedades
Es una sustancia mineraloide muy densa constituida químicamente por carbón,  que no muestra cristalinidad. Generalmente es de color negro, pero también puede ser negro aterciopelado, marrón negruzco, gris o negro verdoso.
La característica más interesante de la piedra de Oltu es su suavidad en la veta. Solo comienza a endurecerse cuando se expone al aire. Por esta razón se puede tallar muy fácilmente.
Atrae, por medio de electricidad estática, sustancias ligeras como el polvo al frotarla. La piedra arde en llamas y deja cenizas.
Para distinguir la verdadera piedra Oltu de una gema artificial, se frota contra porcelana sin esmaltar. La piedra genuina dejará una veta marrón chocolate. La estructura, que se parece notablemente a la madera, se puede ver con aumento óptico.